# 屍骨袋
《尸骨袋》（英語：Bag of Bones）是史蒂芬·金於1998年推出的恐怖小說。簡體中文版於2006年由上海譯文出版社出版，繁體中文版則由遠流出版社於2007年出版。

## 故事簡介
主人公邁克·諾南是一位小說家，自經歷喪妻之痛後，諾南患上了寫作障礙，同時亦經常作惡夢，四年後回到TR鎮度假，在直覺、夢境和愛妻亡魂的指引下，他捲入了計算機大王孫女的撫養權爭奪中，另一方面又發現亡妻臨死前數個月的古怪行為，一步一步發掘出潛藏百年，冤魂不息的鬼魂所佈下的巨大陰謀。

## 與史蒂芬金其他作品的關聯
- 《失眠》的主角勞夫·羅伯茨（Ralph Roberts又譯勞夫·羅伯茲）在戴瑞（Derry又譯德瑞、德里）的一個餐館中遇到麥可。他建議麥可去度個假，並說：「若是失眠，這我感同身受，沒騙你。」麥克不久後提到他同年夏天在《戴瑞新聞》上注意到勞夫的訃聞，所以可以推測勞夫·羅伯茲大約死於1998年。除此之外，《失眠》的另外一名角色喬·魏瑟也在「萊德」當值班藥師，於故事開頭賣藥給麥克的妻子小喬。
- 小喬曾讀過一本威廉（小名比爾）·丹布勞寫的書，比爾·丹布勞是《牠》的主角。
- 麥可住在戴瑞，《失眠》和《牠》的故事地點也在戴瑞。
- 麥可提到《黑暗之半》的主角賽德·貝蒙特自殺了。
- 城堡岩的警長諾里斯·瑞奇威克在故事結尾到麥可別墅詢問關於琦拉的事。麥可為了緩和緊張的局勢，問候他前警長亞倫·潘格彭（又譯艾倫·龐勃恩）的近況。諾里斯也提到了波麗的關節炎挺嚴重的。亞倫、諾里斯和波麗都是《必需品專賣店》中的主角。
- 麥斯威爾·狄佛的曾祖父傑瑞德提到了蕭山克監獄。
- 莎拉笑(Sara Laughs)和《黑塔VII 業之門》中史蒂芬金的別墅凱拉大笑（Cara Laughs）是姊弟屋。
- 在《莉西的故事》中，莉西的姊姊黛拉有本麥可·努南的有聲書，但有可能也是指紐西蘭小說家麥可·努南（英语：Michael Noonan (writer)）（Michael Noonan）。
- TR-90是《手機》中位於卡什瓦克中的區域。

## 獎項
1998年年度史鐸克最佳小說獎
1999年年度英倫奇幻獎